# Зграда Старе болнице у Свилајнцу
Зграда Старе болнице у Свилајнцу преставља непокретно културно добро као споменик културе.
Зграда старе болнице изграђена је у периоду од 1906. до 1909. године у неокласицистичком стилу, симетрична је, наменски пројектована као болничка зграда са капацитетима који су подмиривали ондашње потребе. Сазидана је од опеке и камена, споља омалтерисана и обојена светло зеленом бојом, са заступљеном фасадном пластиком обојеном у бело. Грађевина је од земље одигнут соклом висине за четири степенска газишта, сокл је омалтерисан, док је раније био дерсован. 
На фасади је наглашен хоризонтални парапетни испуст дуж целог објекта. Декоративно је обрађен и централни портал, довратници и венац изнад врата су вишеструко профилисани, као и камена розета изнад врата. Улазна страна у основи је симетрична, а по средини доминира улаз са калканским зидом изнад. Бочни улази су оивичени бело обојеним шпалетнама. Прозори су оивичени упрошћеном шпалетном изведеном у малтеру. У горњој трећини прозора је офарбана слепа аркада, изведена у малтеру. Кров је вишесливан, где се краће стране завршавају калканима. Стреха је дубока са профилисаним роговима. 
У унутрашњости објекта се из централног хола улази право у лекарску ординацију док се бочно улази у болничке собе. Оба крила имају по три болничке собе међусобно повезане.